# Cephalocereus fulviceps

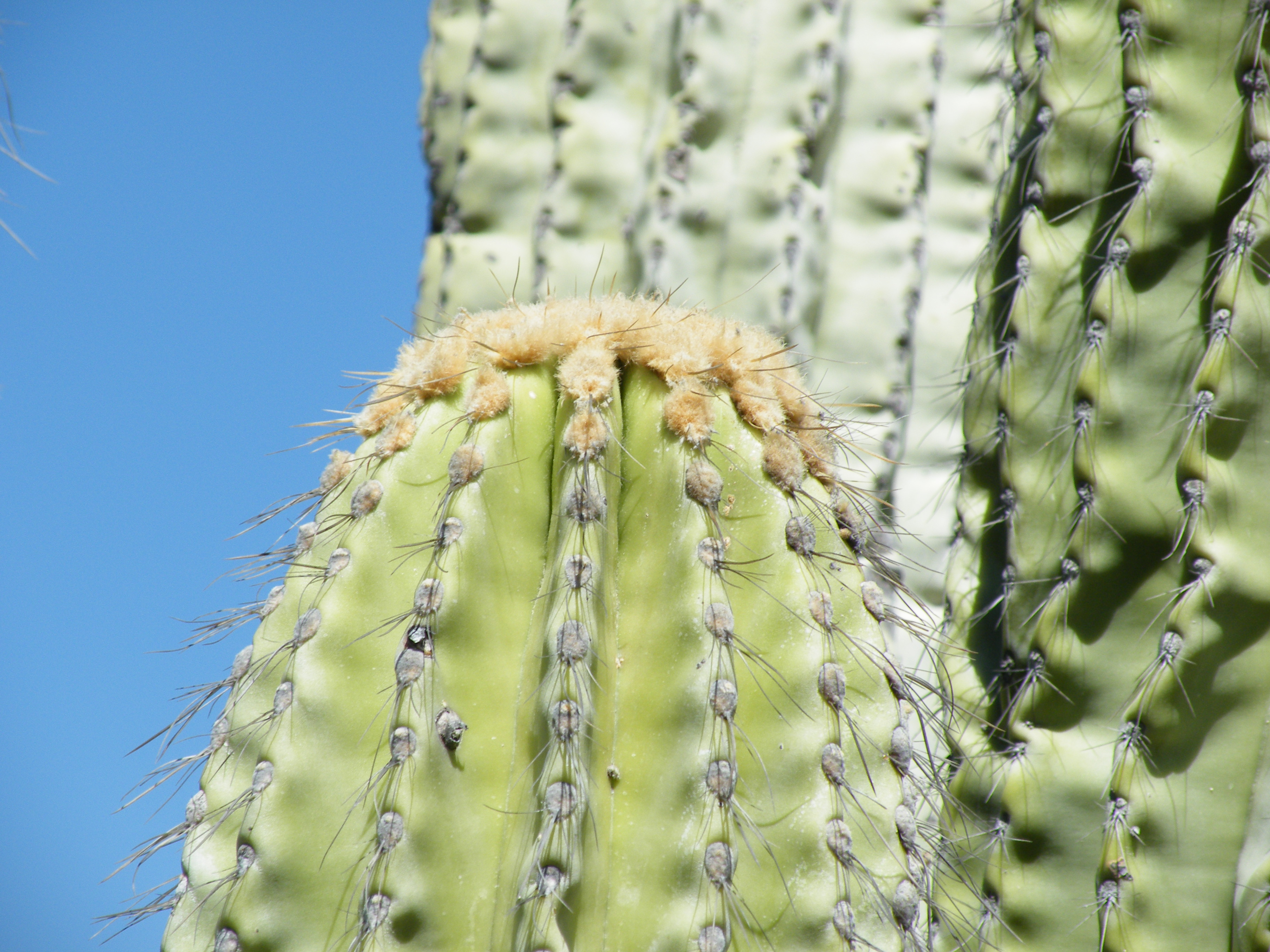
Detail

Cephalocereus fulviceps ist eine Pflanzenart aus der Gattung Cephalocereus in der Familie der Kakteengewächse (Cactaceae). Das Artepitheton fulviceps leitet sich von den lateinischen Worten fulvus für ‚gelblichbraun‘ sowie -ceps für ‚köpfig‘ ab und verweist auf die Farbe des Cephaliums.

## Beschreibung
Cephalocereus fulviceps wächst anfangs säulenförmig, ist später reich kandelaberförmig verzweigt und erreicht eine Wuchshöhe von bis zu 12 Meter. Die glauk grünen Triebe sind bis zu 8 Meter lang. Es sind elf bis 14 Rippen vorhanden. Von den meist drei Mitteldornen ist einer mit 6 bis 7 Zentimetern länger als die anderen. Die übrigen Mitteldornen sind lediglich 2 Zentimeter lang. Die acht bis zwölf dünnen, gelblichen Randdornen besitzen eine Länge von bis zu 10 Millimeter. Das endständige Pseudocephalium wird aus dichter, bräunlicher Wolle und Borsten gebildet.
Die trichterförmigen, cremefarbenen Blüten erscheinen aus dem Pseudocephalium. Sie öffnen sich in der Nacht, sind 6 bis 7 Zentimeter lang und weisen einen Durchmesser von 6 Zentimeter auf. Ihr Perikarpell und die Blütenröhre sind mit ziegelförmigen Schuppen und langen, dunkelgelben Haaren besetzt. Die kugelförmigen Früchte tragen Wolle und Haare.

## Verbreitung, Systematik und Gefährdung
Cephalocereus fulviceps ist im mexikanischen Bundesstaat Puebla verbreitet.
Die Erstbeschreibung als Pilocereus fulviceps erfolgte 1897 durch Karl Moritz Schumann. Harold Emery Moore stellte die Art 1975 in die Gattung Cephalocereus. Weitere nomenklatorische Synonyme sind  Cereus fulviceps (F.A.C.Weber) A.Berger (1905), Mitrocereus fulviceps (F.A.C.Weber ex K.Schum.) Backeb. ex Bravo (1954), Pseudomitrocereus fulviceps (F.A.C.Weber ex K.Schum.) Bravo & Buxb. (1961), Pachycereus fulviceps (F.A.C.Weber ex K.Schum.) D.R.Hunt (1991) und Carnegiea fulviceps (F.A.C.Weber ex K.Schum.) P.V.Heath (1992).
In der Roten Liste gefährdeter Arten der IUCN wird die Art als „Least Concern (LC)“, d. h. als nicht gefährdet geführt.

## Nachweise